# Critics' Choice Award al miglior film d'animazione
Il Critics' Choice Award al miglior film d'animazione (Critics' Choice Movie Award for Best Animated Feature) è un premio cinematografico assegnato annualmente dal 1999, nel corso dei Critics' Choice Awards (in precedenza noti anche come Critics' Choice Movie Awards).

## Vincitori e candidati
I vincitori sono indicati in grassetto.

### Anni 1990
- 1999
  - A Bug's Life - Megaminimondo (A Bug's Life), regia di John Lasseter e Andrew Stanton - ex aequo
  - Il principe d'Egitto (The Prince of Egypt), regia di Brenda Chapman, Steve Hickner e Simon Wells - ex aequo

### Anni 2000
- 2000: Toy Story 2 - Woody e Buzz alla riscossa (Toy Story 2), regia di John Lasseter, Lee Unkrich e Ash Brannon
- 2001: Galline in fuga (Chicken Run), regia di Peter Lord e Nick Park
- 2002
  - Shrek, regia di Andrew Adamson e Vicky Jenson
  - Monsters & Co. (Monsters, Inc.), regia di Pete Docter
  - Osmosis Jones, regia di Peter e Bobby Farrelly
  - Waking Life, regia di Richard Linklater
- 2003
  - La città incantata (Sen to Chihiro no kamikakushi), regia di Hayao Miyazaki
  - L'era glaciale (Ice Age), regia di Carlos Saldanha e Chris Wedge
  - Lilo & Stitch, regia di Dean DeBlois e Chris Sanders
  - Spirit - Cavallo selvaggio (Spirit: Stallion of the Cimarron), regia di Kelly Asbury e Lorna Cook
- 2004
  - Alla ricerca di Nemo (Finding Nemo)
  - Appuntamento a Belleville (Les Triplettes de Belleville), regia di Sylvain Chomet
  - Koda, fratello orso (Brother Bear), regia di Aaron Blaise e Robert Walker
- 2005
  - Gli Incredibili - Una "normale" famiglia di supereroi (The Incredibles), regia di Brad Bird
  - Polar Express (The Polar Express), regia di Robert Zemeckis
  - Shrek 2, regia di Andrew Adamson, Kelly Asbury e Conrad Vernon
- 2006
  - Wallace & Gromit - La maledizione del coniglio mannaro (Wallace & Gromit: The Curse of the Were-Rabbit), regia di Nick Park e Steve Box
  - Il castello errante di Howl (Hauru no ugoku shiro), regia di Hayao Miyazaki
  - Chicken Little - Amici per le penne (Chicken Little), regia di Mark Dindal
  - Madagascar, regia di Eric Darnell e Tom McGrath
  - La sposa cadavere (Corpse Bride), regia di Tim Burton e Mike Johnson
- 2007
  - Cars - Motori ruggenti (Cars), regia di John Lasseter
  - L'era glaciale 2 - Il disgelo (Ice Age: The Meltdown), regia di Carlos Saldanha
  - Giù per il tubo (Flushed Away), regia di David Bowers e Sam Fell
  - Happy Feet, regia di George Miller
  - Monster House, regia di Gil Kenan
  - La gang del bosco (Over the Hedge), regia di Tim Johnson e Karey Kirkpatrick
- 2008
  - Ratatouille, regia di Brad Bird e Jan Pinkava
  - Bee Movie, regia di Steve Hickner e Simon J. Smith
  - La leggenda di Beowulf (Beowulf), regia di Robert Zemeckis
  - Persepolis, regia di Marjane Satrapi e Vincent Paronnaud
  - I Simpson - Il film (The Simpsons Movie), regia di David Silverman
- 2009
  - WALL•E, regia di Andrew Stanton
  - Bolt - Un eroe a quattro zampe (Bolt), regia di Chris Williams e Byron Howard
  - Kung Fu Panda, regia di Mark Osborne e John Stevenson
  - Madagascar 2 (Madagascar: Escape 2 Africa), regia di Eric Darnell e Tom McGrath
  - Valzer con Bashir (Vals im Bashir), regia di Ari Folman

### Anni 2010
- 2010
  - Up, regia di Pete Docter e Bob Peterson
  - Piovono polpette (Cloudy with a Chance of Meatballs), regia di Phil Lord e Chris Miller
  - Coraline e la porta magica (Coraline), regia di Henry Selick
  - Fantastic Mr. Fox, regia di Wes Anderson
  - La principessa e il ranocchio (The Princess and the Frog), regia di Ron Clements e John Musker

- 2011
  - Toy Story 3 - La grande fuga (Toy Story 3), regia di Lee Unkrich
  - Cattivissimo me (Despicable Me), regia di Pierre Coffin e Chris Renaud
  - Dragon Trainer (How to Train Your Dragon), regia di Chris Sanders e Dean DeBlois
  - L'illusionista (L'Illusionniste), regia di Sylvain Chomet
  - Rapunzel - L'intreccio della torre (Tangled), regia di Nathan Greno e Byron Howard
- 2012
  - Rango, regia di Gore Verbinski
  - Le avventure di Tintin - Il segreto dell'Unicorno (The Adventures of Tintin: The Secret of the Unicorn), regia di Steven Spielberg
  - Il figlio di Babbo Natale (Arthur Christmas), regia di Sarah Smith
  - Kung Fu Panda 2, regia di Jennifer Yuh
  - Il gatto con gli stivali (Puss in Boots), regia di Chris Miller
- 2013
  - Ralph Spaccatutto (Wreck-it Ralph), regia di Rich Moore
  - Ribelle - The Brave (Brave), regia di Mark Andrews, Brenda Chapman e Steve Purcell
  - Frankenweenie, regia di Tim Burton
  - L'era glaciale 4 - Continenti alla deriva (Ice Age: Continental Drift), regia di Steve Martino e Mike Thurmeier
  - Madagascar 3 - Ricercati in Europa (Madagascar 3: Europe's Most Wanted), regia di Eric Darnell, Conrad Vernon e Tom McGrath
  - Le 5 leggende (Rise of the Guardians), regia di Peter Ramsey
- 2014
  - Frozen - Il regno di ghiaccio (Frozen), regia di Chris Buck e Jennifer Lee
  - I Croods (The Croods), regia di Kirk De Micco e Chris Sanders
  - Cattivissimo me 2 (Despicable Me 2), regia di Pierre Coffin e Chris Renaud
  - Monsters University, regia di Dan Scanlon
  - Si alza il vento (Kaze tachinu), regia di Hayao Miyazaki
- 2015
  - The LEGO Movie, regia di Phil Lord e Christopher Miller
  - Big Hero 6, regia di Don Hall e Chris Williams
  - Il libro della vita (The Book of Life), regia di Jorge R. Gutierrez
  - Boxtrolls - Le scatole magiche (The Boxtrolls), regia di Graham Annable ed Anthony Stacchi
  - Dragon Trainer 2 (How to Train Your Dragon 2), regia di Dean DeBlois
- 2016 (Gennaio)
  - Inside Out, regia di Pete Docter
  - Anomalisa, regia di Charlie Kaufman e Duke Johnson
  - Shaun, vita da pecora - Il film (Shaun the Sheep Movie), regia di Richard Starzak e Mark Burton
  - Snoopy & Friends - Il film dei Peanuts (The Peanuts Movie), regia di Steve Martino
  - Il viaggio di Arlo (The Good Dinosaur), regia di Peter Sohn
- 2016 (Dicembre)
  - Zootropolis (Zootopia), regia di Byron Howard, Rich Moore e Jared Bush
  - Alla ricerca di Dory (Finding Dory), regia di Andrew Stanton ed Angus MacLane
  - Kubo e la spada magica (Kubo and the Two Strings), regia di Travis Knight
  - Oceania (Moana), regia di Ron Clements e John Musker
  - La tartaruga rossa (The Red Turtle), regia di Michaël Dudok de Wit
  - Trolls, regia di Mike Mitchell e Walt Dohrn
- 2018
  - Coco, regia di Lee Unkrich e Adrian Molina
  - I racconti di Parvana (The Breadwinner), regia di Nora Twomey
  - Cattivissimo me 3 (Despicable Me 3), regia di Pierre Coffin, Kyle Balda ed Eric Guillon
  - LEGO Batman - Il film (The Lego Batman Movie), regia di Chris McKay
  - Loving Vincent, regia di Dorota Kobiela e Hugh Welchman
- 2019
  - Spider-Man - Un nuovo universo (Spider-Man: Into the Spider-Verse), regia di Bob Persichetti, Peter Ramsey e Rodney Rothman
  - Gli Incredibili 2 (Incredibles 2), regia di Brad Bird
  - Ralph spacca Internet (Ralph Breaks the Internet), regia di Phil Johnston e Rich Moore
  - L'isola dei cani (Isle of Dogs), regia di Wes Anderson
  - Mirai, regia di Mamoru Hosoda
  - Il Grinch (The Grinch), regia di Yarrow Cheney e Scott Mosier

### Anni 2020
- 2020
  - Toy Story 4, regia di Josh Cooley
  - Dov'è il mio corpo? (J'ai perdu mon corps), regia di Jérémy Clapin
  - Dragon Trainer - Il mondo nascosto (How to Train Your Dragon: The Hidden World), regia di Dean DeBlois
  - Frozen II - Il segreto di Arendelle (Frozen II), regia di Jennifer Lee e Chris Buck
  - Missing Link, regia di Chris Butler
  - Il piccolo yeti (Abominable), regia di Jill Culton

- 2022
  - I Mitchell contro le macchine (The Mitchells vs. the Machines), regia di Mike Rianda
  - Flee (Flugt), regia di Jonas Poher Rasmussen
  - Luca, regia di Enrico Casarosa
  - Encanto, regia di Jared Bush e Byron Howard
  - Raya e l'ultimo drago (Raya and the Last Dragon), regia di Don Hall e Carlos López Estrada

- 2023
  - Pinocchio di Guillermo del Toro (Guillermo del Toro's Pinocchio), regia di Guillermo del Toro e Mark Gustafson
  - Il gatto con gli stivali 2 - L'ultimo desiderio (Puss in Boots: The Last Wish), regia di Joel Crawford
  - Red (Turning Red), regia di Domee Shi
  - Marcel the Shell (Marcel the Shell With Shoes On), regia di Dean Fleischer Camp
  - Wendell & Wild , regia di Henry Selick
- 2024[1][2]
  - Spider-Man: Across the Spider-Verse, regia di Joaquim Dos Santos, Kemp Powers e Justin K. Thompson
  - Il ragazzo e l'airone (君たちはどう生きるか), regia di Hayao Miyazaki
  - Elemental, regia di Peter Sohn
  - Nimona, regia di Nick Bruno e Troy Quane
  - Tartarughe Ninja - Caos mutante (Teenage Mutant Ninja Turtles: Mutant Mayhem), regia di Jeff Rowe
  - Wish, regia di Chris Buck e Fawn Veerasunthorn

- 2025[3][4]
  - Il robot selvaggio (The Wild Robot), regia di Chris Sanders
  - Flow - Un mondo da salvare (Straume), regia di Gints Zilbalodis
  - Inside Out 2, regia di Kelsey Mann
  - Memoir of a Snail, regia di Adam Elliot
  - Wallace & Gromit - Le piume della vendetta (Wallace & Gromit: Vengeance Most Fowl), regia di Nick Park e Merlin Grossingham